# Proyecto Fedora

El logo del Proyecto Fedora.

Proyecto Fedora es la comunidad responsable de la producción de la distribución Fedora, junto con una variedad de otros proyectos. El Proyecto Fedora es el resultado de la fusión entre Red Hat Linux y el antiguo Proyecto Fedora Linux en septiembre de 2003, y es patrocinado oficialmente por Red Hat, quien tiene un grupo de empleados
trabajando en el código del proyecto. El Proyecto Fedora Linux desarrollaba paquetes extra para viejas distribuciones de Red Hat Linux (RHL 8, RHL 9, FC 1, FC 2), antes de convertirse en parte del Proyecto Fedora. 
Cuando la distribución Red Hat Linux quedó entre Red Hat Enterprise Linux y el Proyecto Fedora existente, los usuarios domésticos y de pequeñas empresas tuvieron incertidumbre acerca de qué hacer; Red Hat Professional Workstation se creó en este mismo momento con la intención de llenar el nicho que Red Hat Linux había ocupado una vez, pero con un futuro incierto. 
Esta opción cayó rápidamente para aquellos que no eran usuarios de Red Hat Linux en favor del Proyecto Fedora. 
Recientemente, la comunidad Fedora ha prosperado, y la distribución Fedora tiene la reputación de ser una distribución completamente abierta enfocada en la innovación y abierta al trabajo en grupo con las comunidades de Linux.

## Dirección del proyecto
El proyecto no es una organización o entidad jurídica separada; Red Hat mantiene la responsabilidad por sus acciones. La Junta del Proyecto Fedora y Red Hat es responsable de la dirección del Proyecto Fedora y se compone de cinco miembros designados y cuatro miembros electos por la comunidad. Además, Red Hat nombra a un presidente que tiene derecho de veto sobre cualquier decisión de la junta. Dentro de Red Hat, este presidente ocupa el cargo de «Líder del Proyecto Fedora» (Fedora Project Leader). Red Hat en su momento creó la Fundación Fedora para dirigir el proyecto, pero después de examinar una serie de cuestiones, fue cancelada en favor del modelo de junta en vigor.
El proyecto facilita la comunicación en línea entre sus desarrolladores y miembros de la comunidad a través de listas de correo públicas y las páginas wiki. También coordina anualmente una cumbre conocida como Conferencia de Usuarios y Desarrolladores Fedora (comúnmente llamado FUDCon). Adicionalmente ha habido conferencias en Alemania, Inglaterra y la India.

## Subproyectos
El Proyecto Fedora consiste en un número más pequeño de subproyectos. A febrero de 2007, estos subproyectos incluyen:
- Comité Directivo de Ingeniería Fedora proporciona el día a día de las operaciones técnicas del Proyecto Fedora.

- Documentación Fedora ofrece manuales, tutoriales y materiales de referencia para acompañar la distribución del Proyecto Fedora.

- Traducción Fedora obras para traducir software, documentación y páginas web relacionadas con el Proyecto Fedora.

- Marketing Fedora se esfuerza por aumentar el tamaño de las comunidades de usuarios y desarrolladores del Proyecto Fedora.

- Embajadores Fedora representan el Proyecto Fedora en varios eventos.

- Trabajo de Arte Fedora es el responsable de la creación de una coherente y agradable experiencia visual.

- Infraestructura Fedora mantiene la infraestructura a los servicios de la computadora con el Proyecto Fedora incluyendo listas de correo, la web y el wiki, CVS repositorios y el sistema de construcción de Extras.

- Distribución Fedora gestiona la distribución Fedora en soportes físicos.